# Asia Argento
Aria Asia Maria Vittoria Rossa Argento (n. 20 septembrie 1975, Roma, Italia) este o actriță, regizoare, fotomodel, cântăreață italiană.

## Biografie

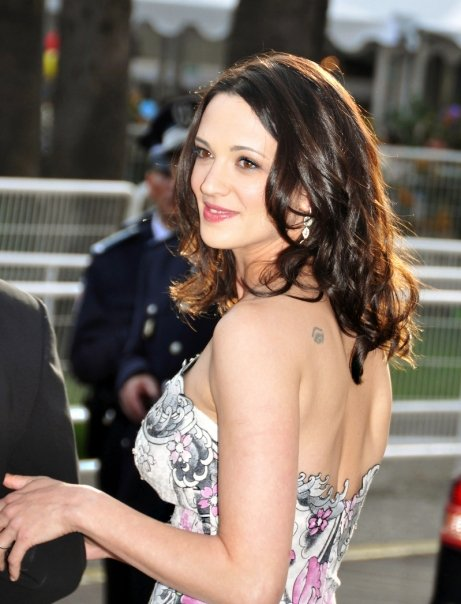

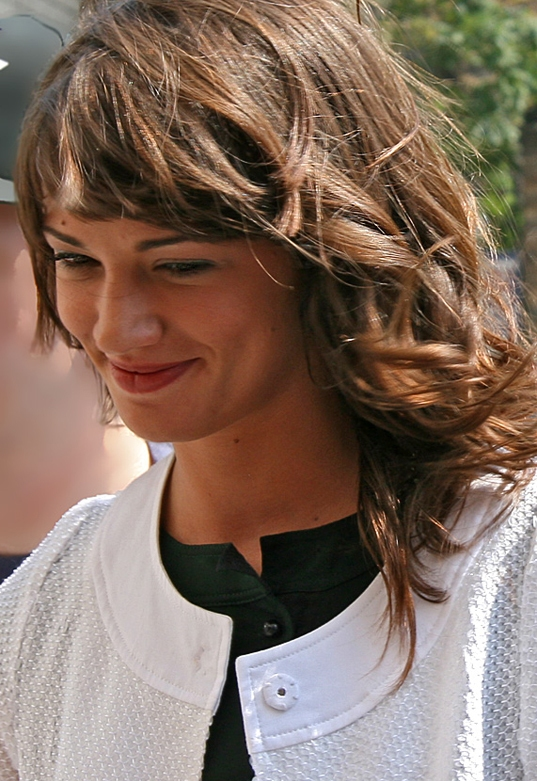

Argento este fiica regizorului Dario Argento și a actriței Daria Nicolodi. Nepoata producătorului de filme Salvatore Argento și strănepoata compozitorului Alfredo Casella. Deja de la vârsta de 9 ani apare în câteva filme. Mai cunoscută devine în anul 1988 cu filmul Zoo.

## Filmografie

### Film
| An   | Titlu                                   | Rol                       | Note                                      |
| ---- | --------------------------------------- | ------------------------- | ----------------------------------------- |
| 1986 | Demons 2                                | Ingrid Haller             |                                           |
| 1988 | Zoo                                     | Martina                   |                                           |
| 1989 | The Church                              | Lotte                     |                                           |
| 1989 | Red Lob                                 | Valentina                 |                                           |
| 1992 | Close Friends                           | Simona                    |                                           |
| 1993 | Trauma                                  | Aura Petrescu             |                                           |
| 1993 | Condannato a nozze                      | Olivia                    | AKA, Diary of a Man Condemned to Marriage |
| 1994 | DeGenerazione                           | Lorna                     |                                           |
| 1994 | Perdiamoci di vista                     | Arianna                   | AKA, Let's Not Keep in Touch              |
| 1994 | Queen Margot                            | Charlotte de Sauve        |                                           |
| 1996 | The Stendhal Syndrome                   | Det. Anna Manni           |                                           |
| 1996 | Il cielo è sempre più blu'              |                           |                                           |
| 1996 | Traveling Companion'                    | Cora                      |                                           |
| 1998 | Viola Kisses Everybody                  | Viola                     |                                           |
| 1998 | New Rose Hotel'                         | Sandii                    |                                           |
| 1998 | B. Monkey                               | Beatrice                  |                                           |
| 1998 | The Phantom of the Opera                | Christine Daaé            |                                           |
| 2001 | Love Bites                              | Violaine Charlier         |                                           |
| 2002 | The Red Siren                           | Anita                     |                                           |
| 2002 | XXX                                     | Yelena                    |                                           |
| 2004 | The Heart Is Deceitful Above All Things | Sarah                     |                                           |
| 2004 | The Keeper                              | Gina                      |                                           |
| 2005 | Last Days                               | Asia                      |                                           |
| 2005 | Cindy: The Doll Is Mine                 | Cindy Sherman / The Model | Short film                                |
| 2005 | Land of the Dead                        | Slack                     |                                           |
| 2006 | Live Freaky! Die Freaky!                | Habagail Folger (voice)   |                                           |
| 2006 | Marie Antoinette                        | Madame du Barry           |                                           |
| 2006 | Transylvania                            | Zingarina                 |                                           |
| 2006 | Friendly Fire                           | Grand Dame                | Video                                     |
| 2007 | Boarding Gate                           | Sandra                    |                                           |
| 2007 | Go Go Tales                             | Monroe                    |                                           |
| 2007 | The Last Mistress                       | Vellini                   |                                           |
| 2007 | The Mother of Tears                     | Sarah Mandy               |                                           |
| 2008 | On War                                  | Uma                       |                                           |
| 2009 | Diamond 13                              | Calhoune                  |                                           |
| 2011 | Horses                                  | Madre                     |                                           |
| 2011 | Islands                                 | Martina                   |                                           |
| 2011 | Baciato dalla fortuna                   | Betty                     |                                           |
| 2011 | Drifters                                | Beatrice Plana            |                                           |
| 2012 | Dracula 3D                              | Lucy Kisslinger           |                                           |
| 2012 | Do Not Disturb                          | Monica                    |                                           |
| 2012 | Firmeza                                 | Asia                      | Short film                                |
| 2013 | The Voice Thief                         | Naya                      | Short film                                |
| 2013 | Obsessive Rhythms                       | Margo                     |                                           |
| 2014 | Shongram                                | Sarah                     |                                           |
| 2014 | Incompresa                              |                           | Regizoare și scenaristă                   |
| 2017 | Shadow                                  |                           | Scurt                                     |
| 2018 | Alien Crystal Palace                    | Sybille Atlante           |                                           |
| 2020 | Agony                                   | Isidora                   |                                           |
| 2021 | Sans soleil                             | Léa                       |                                           |
| 2022 | Occhiali neri                           | Rita                      |                                           |

### Televiziune
| An   | Titlu                           | Rol                               | Note                                                           |
| ---- | ------------------------------- | --------------------------------- | -------------------------------------------------------------- |
| 1985 | Sogni e bisogni                 | Gloria                            | Episodul: "Il ritorno di Guerriero"                            |
| 2000 | Les Misérables                  | Éponine Thénardier                | Miniserial TV                                                  |
| 2004 | Milady                          | Sally La Chèvre                   | Film TV                                                        |
| 2011 | Sangue caldo                    | Anna Rosi                         | Episoadele: "1.1", "1.2"                                       |
| 2014 | Rodolfo Valentino - La leggenda | Natacha Rambova                   | Episodul: "1.2"                                                |
| 2016 | Anthony Bourdain: Parts Unknown | Rolul ei                          | Sezonul 10, Episodul 8: "Southern Italy: The Heel of the Boot" |
| 2016 | Ballando con le stelle          | Contestant                        | Seria 11                                                       |
| 2018 | The X Factor Italy              | Juriu                             | Seria 12                                                       |
| 2020 | Pechino Express                 | Concurentă împreună cu Vera Gemma | Sezonul 8                                                      |